# 214 a. C.
El año 214 a. C. fue un año del calendario romano prejuliano. En el Imperio romano se conocía como el año 540 ab urbe condita.

## Acontecimientos

### Grecia
- Comienza la primera guerra macedónica. Filipo V de Macedonia intenta invadir Iliria por mar con una flota de 120 naves. Captura Orico y, remontando el río Aos (moderno Vjosë), asedia Apolonia de Iliria.
- El propretor romano Marco Valerio Levino cruza el Adriático con su flota y ejército. Tomando tierra en Orico, es capaz de recuperar la ciudad sin mucha lucha.
- Levino envía 2000 hombres bajo el mando de Quinto Nevio Crista a Apolonia. Tomando por sorpresa a las fuerzas de Filipo, Quinto Nevio Crista ataca y los derrota de forma aplastante. Filipo pudo escapar a Macedonia después de quemar su flota, dejando a miles de sus hombres muertos o prisioneros de los romanos.

### Hispania
- Combates en la costa oriental y en el alto Guadalquivir.

### República romana
- Consulados de Marco Claudio Marcelo, cos. III, y Quinto Fabio Máximo Verrucoso, cos. IV, en la Antigua Roma.[1]
- Victoria romana frente a Cartago en la batalla de Benevento.

## Fallecimientos
- Demetrio de Faros, estadista ilirio célebre por ceder la isla de Corfú a los romanos durante las guerras ilirias.